# جيمس ليلاند سيمز
جيمس ليلاند سيمز هو سياسي كندي، ولد في 28 مارس 1905، وتوفي في 2 يوليو 1977. حزبياً، نشط في الحزب الليبيرالي الألبرتي. وقد انتخب عضو الجمعية التشريعية ألبرتا.